# Águas do Rio
A Águas do Rio é uma empresa brasileira que detém a concessão dos serviços públicos de abastecimento de água e saneamento básico no estado do Rio de Janeiro em 26 municípios e 124 bairros da cidade do Rio de Janeiro desde 1 de novembro de 2021, quando assumiu esta função da Companhia Estadual de Águas e Esgotos do Rio de Janeiro (CEDAE). A empresa faz parte do grupo Aegea Saneamento.

## História

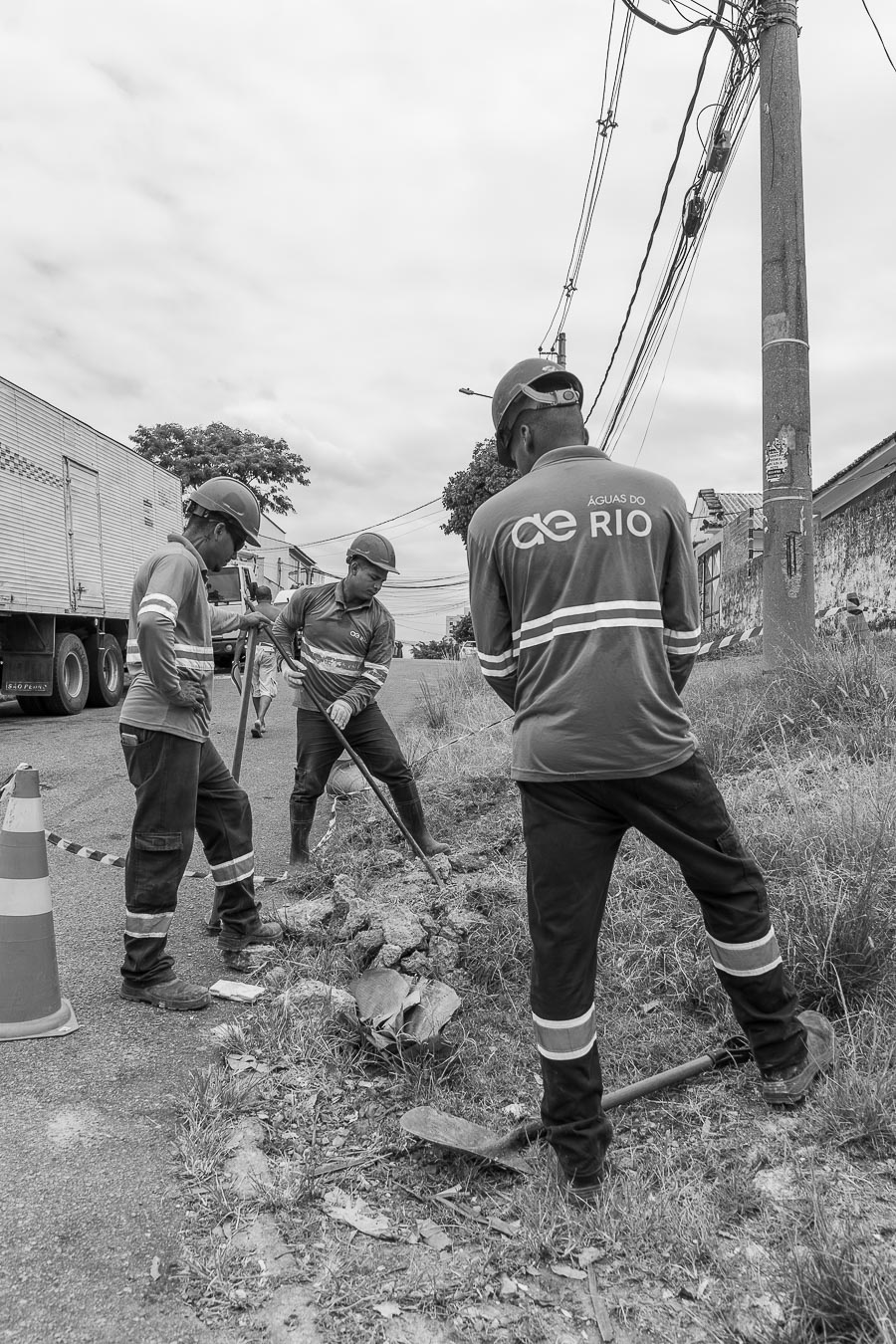
Águas do Rio reparando tubulação no bairro de Cordovil, Rio de Janeiro

Em agosto de 2021, a empresa Aegea venceu a disputa pelos blocos 1 e 4 do leilão para exploração da concessão dos serviços de distribuição de água e de saneamento do estado do Rio de Janeiro — tornando-se a empresa responsável pela maior área do estado, mesmo sem incluir a área de concessão da Prolagos, outra empresa do grupo.
Estes blocos abrangem 26 municípios e 124 bairros do Centro, da Zona Sul e da Zona Norte — parte da Praça Seca e Vila Valqueire foram incluídos neste bloco, mesmo estando tecnicamente na Zona Oeste — da cidade do Rio de Janeiro. A concessão para exploração dos serviços será por 35 anos e há o compromisso de universalização dos serviços até 2033.
A operação da empresa se iniciou em novembro de 2021 com Alexandre Bianchini como presidente da empresa.

## Abrangência de atuação
Esta são as áreas de atuação, conforme os blocos vencidos pela empresa:
Cidades do estado do Rio de Janeiro
1. Aperibé
2. Belford Roxo
3. Cachoeiras de Macacu
4. Cambuci
5. Cantagalo
6. Casimiro de Abreu (incluindo o distrito de Barra de São João)
7. Cordeiro
8. Duas Barras
9. Duque de Caxias
10. Itaboraí
11. Itaocara
12. Japeri
13. Magé
14. Maricá
15. Mesquita
16. Miracema
17. Nilópolis
18. Nova Iguaçu
19. Queimados
20. Rio Bonito
21. São Gonçalo
22. São Francisco de Itabapoana
23. São Sebastião do Alto
24. São João de Meriti
25. Saquarema (3.º distrito)
26. Tanguá

Bairros da cidade do Rio de Janeiro
- Centro
  1. Benfica
  2. Caju
  3. Catumbi
  4. Centro
  5. Cidade Nova
  6. Estácio
  7. Gamboa
  8. Glória
  9. Lapa
  10. Mangueira
  11. Paquetá
  12. Rio Comprido
  13. Santa Teresa
  14. Santo Cristo
  15. São Cristóvão
  16. Saúde
  17. Vasco da Gama
- Zona Norte
  1. Abolição
  2. Acari
  3. Água Santa
  4. Alto da Boa Vista
  5. Anchieta
  6. Andaraí
  7. Bancários
  8. Barros Filho
  9. Bento Ribeiro
  10. Bonsucesso
  11. Brás de Pina
  12. Cachambi
  13. Cacuia
  14. Campinho
  15. Cascadura
  16. Cavalcanti
  17. Cidade Universitária
  18. Cocotá
  19. Coelho Neto
  20. Colégio
  21. Complexo do Alemão
  22. Cordovil
  23. Costa Barros
  24. Del Castilho
  25. Encantado
  26. Engenheiro Leal
  27. Engenho da Rainha
  28. Engenho de Dentro
  29. Engenho Novo
  30. Freguesia
  31. Galeão
  32. Grajaú
  33. Guadalupe
  34. Higienópolis
  35. Honório Gurgel
  36. Inhaúma
  37. Irajá
  38. Jacaré
  39. Jacarezinho
  40. Jardim América
  41. Jardim Carioca
  42. Jardim Guanabara
  43. Lins de Vasconcelos
  44. Madureira
  45. Mangueira
  46. Manguinhos
  47. Maracanã
  48. Maré
  49. Marechal Hermes
  50. Maria da Graça
  51. Méier
  52. Moneró
  53. Olaria
  54. Oswaldo Cruz
  55. Parada de Lucas
  56. Parque Anchieta
  57. Parque Colúmbia
  58. Pavuna
  59. Penha
  60. Penha Circular
  61. Piedade
  62. Pilares
  63. Pitangueiras
  64. Portuguesa
  65. Praça da Bandeira
  66. Praia da Bandeira
  67. Quintino Bocaiuva
  68. Ramos
  69. Riachuelo
  70. Ribeira
  71. Ricardo de Albuquerque
  72. Rocha
  73. Rocha Miranda
  74. Sampaio
  75. São Francisco Xavier
  76. Tauá
  77. Tijuca
  78. Todos os Santos
  79. Tomás Coelho
  80. Turiaçu
  81. Vaz Lobo
  82. Vicente de Carvalho
  83. Vila da Penha
  84. Vigário Geral
  85. Vila Isabel
  86. Vila Kosmos
  87. Vista Alegre
  88. Zumbi
- Zona Oeste
  1. Praça Seca (parcial)
  2. Vila Valqueire
- Zona Sul
  1. Botafogo
  2. Catete
  3. Copacabana
  4. Cosme Velho
  5. Flamengo
  6. Gávea
  7. Humaitá
  8. Ipanema
  9. Jardim Botânico
  10. Lagoa
  11. Laranjeiras
  12. Leblon
  13. Leme
  14. Rocinha
  15. São Conrado
  16. Urca
  17. Vidigal

Algumas Estações de Tratamento de Esgotos (ETE) também passaram para a administração da Águas do Rio:
1. Alegria
2. Ilha do Governador
3. Pavuna
4. Penha
5. São Gonçalo
6. Sarapuí

Alguns reservatórios — tombados pelo Instituto Estadual do Patrimônio Cultural (INEPAC) — também fazem parte da concessão:
- Caixa da Mãe D'Água (1744)
- Caixa Nova da Tijuca (1883) – Alto da Boa Vista
- Caixa Velha da Tijuca (1850)
- Represa do Rio Cabeça (1883)
- Reservatório e Açude dos Macacos (1877) – Jardim Botânico
- Reservatório Francisco Sá (1923) – Andaraí
- Reservatório da Carioca (1865) – Santa Teresa
- Reservatório da Penha (1914)
- Reservatório da Quinta da Boa Vista (1867) – São Cristóvão
- Reservatório de Paquetá (1908)
- Reservatório do Cantagalo (1930) – Copacabana
- Reservatório do França (1883)
- Reservatório do Livramento (1882) – Gamboa
- Reservatório do Morro da Viúva (1878) – Flamengo
- Reservatório do Morro de São Bento (1877) – Centro
- Reservatório do Morro do Inglês (1868) – Cosme Velho
- Reservatório do Morro do Pinto (1874) – Gamboa
- Reservatório do Pedregulho (1880) – São Cristóvão
- Reservatório Monteiro de Barros (1908) – Engenho de Dentro

## Controvérsias
Crise de abastecimento
Em 02 de dezembro de 2024, o Procon Carioca multou a concessionária em mais de R$ 13,6 milhões por falhas no fornecimento de água no Rio de Janeiro. Os problemas começaram no dia 26 de novembro de 2024, durante a manutenção no Sistema Guandu, afetando também outras cidades do Grande Rio causando protestos e interrupção de serviços. Escolas e universidades tiveram que suspender as aulas. O Procon notificou a empresa por infração ao Código de Defesa do Consumidor devido a mais de 5 dias sem abastecimento. A Águas do Rio afirmou que recebeu a notificação e estava dentro do prazo para se pronunciar.
Rompimento de adutora

Em 27 de dezembro de 2024, a Secretaria de Estado de Defesa do Consumidor (SEDCON) e o PROCON-RJ aplicaram uma multa de R$ 15,9 milhões à concessionária após o rompimento de uma adutora em Rocha Miranda, Zona Norte do Rio, que resultou na morte de uma idosa e causou danos materiais a diversos moradores da região, em novembro do mesmo ano. A Águas do Rio informou que foi notificada da decisão e que apenas se manifestaria nos autos do processo administrativo.